# Vesna Kesić
Vesna Kesić (London, 20. april 1948 - Zagreb, 27. decembar 2020) bila je hrvatska i jugoslovenska novinarka, feministkinja i antiratna aktivistkinja. Bila je osnivačica nekoliko grupa za ljudska prava. Poznata je kao jedna od Vještica iz Rija.

## Karijera i aktivizam
Vesna Kesić je diplomirala psihologiju i sociologiju na Filozofskom fakultetu u Zagrebu. Pisala je za jugoslovenske nedeljnike Start, Danas, Mladina, NIN i Nedjeljna Dalmacija. Od početka ratova na teritorije bivše Jugoslavije devedesetih godina XX veka posvećuje se antiratnom aktivizmu i uređuje Arkzin - fanzin antiratne kampanje za koji su pisali i Dejan Kršić, Boris Rašeta i Boris Buden.
Bila je (su)osnivačica Građanskih inicijativa za slobodu javne riječi, Centra za žene žrtve rata i Grupe za ženska ljudska prava B.a.B.e.
Vesna Kesić je poznata i kao jedna od tzv. Vještica iz Rija, kako je nazvana u okviru medijske hajke zbog navodnog manjka domoljublja. U okviru članka koji je, gotovo identičan, objavljen krajem 1992. godine u medijima Vjesnik, Slobodna Dalmacija i Večernji list, a povodom održavanja Svetskog kongresa PEN centara u Rio de Žaneiru, Vesna Kesić je, zajedno sa Jelenom Lovrić, Radom Iveković, Slavenkom Drakulić i Dubravkom Ugrešić, optužena da lobira protiv održavanja narednog PEN kongresa u Hrvatskoj. U roku od nekoliko nedelja objavljen je veći broj članaka u hrvatskim medijima na ovu temu, a najpoznatiji je tekst "Hrvatske feministice siluju Hrvatsku" objavljen u nacionalističkom nedeljniku Globus, koji se i danas smatra jednim od "najkompromitovanijih tekstova hrvatskog novinarstva novijeg doba." Sukobljavanja oko ovog slučaja trajala su gotovo godinu dana, a i danas se smatraju metaforom za "opako novinarstvo iz vremena državno sponzoriranog nacionalizma u Hrvatskoj kad su i državni i tzv. slobodni i nezavisni mediji egzistenciju odnosno profit održavali na koegzisteniciji nacionalizma, senzacionalizma i seksizma.
Od početka ratova devedesetih godina, Vesna Kesić je istraživala i pisala o seksualnom nasilju počinjenom u ratu. Jedan od njenih najpoznatijih tekstova je odgovor na članak pravnice i feministkinje iz SAD, Ketrin Mekinon, u kome Vesna oštro kritikuje tezu o "nacionalističkom kreiranju neprijatelja" i ključnoj ulozi pornografije za sistemske seksualne zločine počinjene tokom ratova.
Vesna Kesić je jedna od inicijatorki Nagrade građana i građanki Grada Zagreba pod nazivom "Nada Dimić" koju od 2017. godine dodeljuje Fond za druge. Nagrada se dodeljuje pojedincima i kolektivima "čije kulturno umetničko delovanje hrabro i aktivno doprinosi boljem i pravednijem zajedničkom društvu".
Nakon Vesnine smrti, Fond za druge je 2021. godine pokrenuo i nagradu "Vesna Kesić" koja se dodeljuje "za novinarstvo koje hrabro, kritično i nemilosrdno nastupa prema moćnicima bilo koje vrste, u spomen i čast Vesne Kesić koja nažalost više nije s nama".